# Mont Herault
Mont Herault är en kulle i kronbesittningen Guernsey). Den ligger i parishen Torteval, i den sydvästra delen av landet. Toppen på Mont Herault är 80 meter över havet. Mont Herault ligger på ön Guernsey.
Terrängen runt Mont Herault är platt.